# Marcel Montecino
Marcel Montecino (* 1945 in New Orleans; † 1998 ebenda) war ein US-amerikanischer Schriftsteller und Jazzpianist.

## Biografie
Montecino wuchs bei einer Tante auf; seine Mutter war gestorben, als er noch ein Kleinkind war, seinen Vater lernte er nie kennen. Er bekam Klavierunterricht und erhielt ein Stipendium für das Southeastern Louisiana State College, das er jedoch nach einem Jahr verließ. Montecino schlug sich als Musiker in Bars und Spielhöllen durch. In den 1970er Jahren ging er nach Los Angeles.
Da Montecino mit seinen selbstgeschriebenen Songs keinen Erfolg erzielte, verlegte er sich auf das Schreiben von Romanen und Drehbüchern. 1985 belegte er einen Schreibkurs an der UCLA. 1988 erschien sein erster Roman The Crosskiller (deutsch: Kalt wie Gold), der gleich ein Bestseller wurde und in verkürzter Form von David Mamet unter dem Titel Homicide (1991) verfilmt wurde. Es folgte der zweite Roman Big Time (1990; deutsch: Riskantes Spiel), ebenfalls ein Bestseller, und der Absturz in die Drogenabhängigkeit.
Nach einem Entzug in der Betty Ford Clinic veröffentlichte er 1997 seinen Roman Sacred Heart.

## Werke

### Romane
- The Crosskiller (1988)[4][5]
  - Deutsch: Kalt wie Gold. Goldmann 1992, ISBN 978-3442412242
- Big Time (1990)[4][5][6]
  - Deutsch: Riskantes Spiel. Goldmann 1997, ISBN 978-3442432486
- Sacred Heart (1997)[4][5]